# Never Forget You (canção de Zara Larsson e MNEK)
"Never Forget You" é uma canção da cantora sueca Zara Larsson e do artista musical britânico MNEK. Foi composta por ambos em conjunto com Astronomyy, que encarregou-se de sua produção. O seu lançamento como single ocorreu em 22 de julho de 2015, através da Virgin EMI Records, sendo comercializada em outros países pela Epic Records e com Larsson sendo creditada como artista principal. Foi posteriormente incluída no segundo álbum de estúdio da sueca, intitulado So Good (2017).

## Faixas e formatos
| Download digital |                    |         |  |
| N.º              | Título             | Duração |  |
| 1.               | "Never Forget You" | 3:33    |  |

## Desempenho nas tabelas musicais

### Posições
| Tabela musical (2015-16)                         | Melhor posição |
| ------------------------------------------------ | -------------- |
| Alemanha (Media Control Charts)                  | 20             |
| Austrália (ARIA Charts)                          | 3              |
| Áustria (Ö3 Austria Top 40)                      | 44             |
| Bélgica (Ultratop 50 de Flandres)                | 9              |
| Bélgica (Ultratip da Valônia)                    | 11             |
| Canadá (Canadian Hot 100)                        | 19             |
| Dinamarca (Tracklisten)                          | 5              |
| Escócia (The Official Charts Company)            | 12             |
| Eslováquia (IFPI Slovenská Republika)            | 45             |
| Espanha (Productores de Música de España)        | 92             |
| Estados Unidos (Billboard Hot 100)               | 13             |
| Estados Unidos (Pop Songs)                       | 5              |
| Estados Unidos (Adult Pop Songs)                 | 16             |
| Estados Unidos (Dance/Electronic Songs)          | 1              |
| Finlândia (IFPI Finlândia)                       | 4              |
| Irlanda (Irish Recorded Music Association)       | 15             |
| Itália (Federazione Industria Musicale Italiana) | 70             |
| México (Mexico Inglés Airplay)                   | 13             |
| Noruega (VG-lista)                               | 2              |
| Nova Zelândia (NZ Top 40 Singles)                | 6              |
| Países Baixos (MegaCharts)                       | 8              |
| Polônia (Związek Producentów Audio Video)        | 43             |
| Reino Unido (UK Dance Singles Chart)             | 1              |
| Reino Unido (UK Singles Chart)                   | 5              |
| Chéquia (IFPI Česká Republika)                   | 69             |
| Suécia (Sverigetopplistan)                       | 1              |
| Suíça (Schweizer Hitparade)                      | 32             |
| União Europeia (Euro Digital Songs)              | 11             |

### Tabelas de fim-de-ano
| Tabela musical (2015)          | Posição |
| ------------------------------ | ------- |
| Austrália (ARIA Charts)        | 65      |
| Reino Unido (UK Singles Chart) | 47      |

### Certificações
| País (Empresa)             | Certificação |
| -------------------------- | ------------ |
| Alemanha (BVMI)            | Ouro         |
| Austrália (ARIA)           | 3× Platina   |
| Bélgica (BEA)              | Ouro         |
| Dinamarca (IFPI Dinamarca) | Platina      |
| Estados Unidos (RIAA)      | Platina      |
| Itália (FIMI)              | Ouro         |
| Noruega (IFPI Noruega)     | 2× Platina   |
| Nova Zelândia (RMNZ)       | 2× Platina   |
| Polônia (ZPAV)             | Platina      |
| Reino Unido (BPI)          | Platina      |
| Suécia (GLF)               | 4× Platina   |

## Histórico de lançamento
| País           | Data                   | Formato           | Gravadora  |
| -------------- | ---------------------- | ----------------- | ---------- |
| Reino Unido    | 22 de julho de 2015    | Download digital  | Virgin EMI |
| Estados Unidos | 10 de setembro de 2015 | Download digital  | Epic       |
| Estados Unidos | 9 de fevereiro de 2016 | Rádios mainstream | Epic       |
| Estados Unidos | 9 de fevereiro de 2016 | Rádios rhythmic   | Epic       |